# Слънчево затопляне на вода
Слънчевият водонагревател е устройство, което използва слънчевата енергия за нагряване на вода. Предназначен е за битови, промишлени и други цели. Този метод на отопление е много често срещан в домакинствата през летните месеци.

## Структура
Котелът се състои от две основни части – резервоара за вода и слънчеви колектори.

### Нагревателно тяло
Електрическият нагревателен елемент за котела е направен от тръба, изработена от мед или неръждаема стомана с диаметър около 8 mm.

### Резервоар за вода
Обикновено контейнерът е под формата на продълговат стоманен цилиндър, който е устойчив на водно налягане, около който е разположен цилиндър от поцинкована ламарина, а между тях има топлоизолационен материал от пенополиуретан.

### Водопровод
В стандартния котел има система от тръби, която включва 4 тръби, 2 тръби, в които се пренася студената вода и 2 тръби, в които се пренася гореща вода.